# Grančarevo
Grančarevo (cyr. Гранчарево) – wieś w Czarnogórze, w gminie Bijelo Polje. W 2011 roku liczyła 197 mieszkańców.